# لنز سیگما ۵۰–۵۰۰میلی‌متر اف۴–۶٫۳ دی‌جی

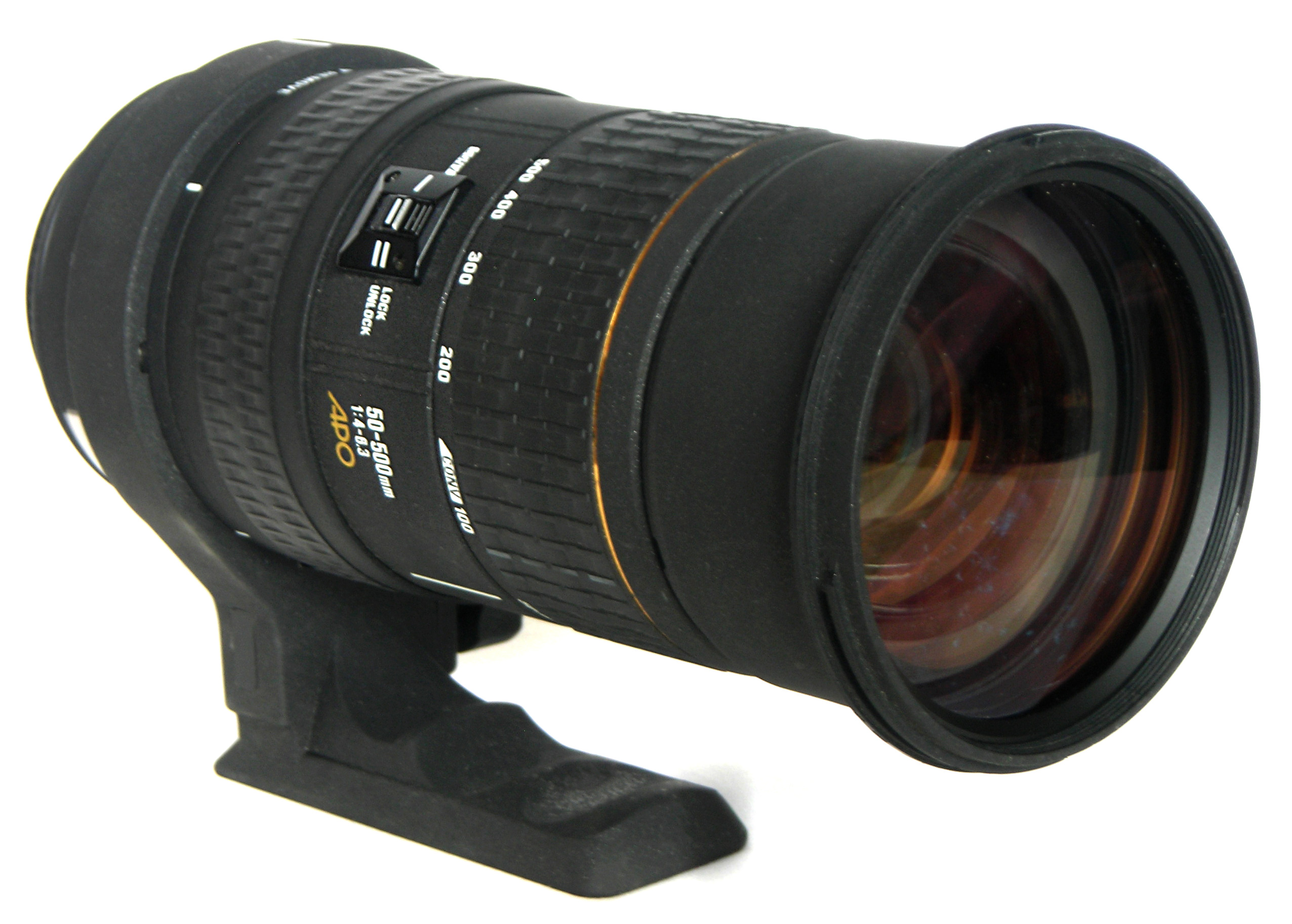
لنز سیگما ۵۰-۵۰۰میلی‌متر اف۴-۶٫۳ دی‌جی (به انگلیسی: Sigma 50-500mm F4-6.3 DG lens) نام لنز دوربین عکاسی از نوع تله فوتو زوم است

لنز سیگما ۵۰-۵۰۰میلی‌متر اف۴-۶٫۳ دی‌جی (به انگلیسی: Sigma 50-500mm F4-6.3 DG lens) نام لنز دوربین عکاسی از نوع تله فوتو زوم است که توسط شرکت سیگما تولید می‌شود. فاصلهٔ کانونی این لنز ۵۰ تا ۵۰۰ میلی‌متر، دیافراگم آن دارای ۹ تیغه و ضریب اف آن اف ۴ تا ۶٫۳ تا اف ۲۲ است. این لنز در 2010 میلادی تولید و عرضه شده‌است.